# 쟈크
쟈크 (Zac)는 대한민국의 가수로, 본명은 박지민(朴智敏)이다.포지션 베이시스트로 데뷔 후 류지민,그룹 쟈크와 래미로 활동하였고 ,현재 쟈크 로 활동중이며,(주)제이플러스아이엔티 설립후 화장품브랜드 생끌레어를 론칭하였고.현재 미국 대통령재단인 시어도어루스벨트재단 한국지회장으로 활동하고있다

## 출연

### TV
- sbs 행진
- mtv 라이브와우
- ystar 라이브파워뮤직

### 기타
- 게임 "리뉴얼" 음악 프로듀서
- 이본 1집 송 프로듀서
- 그룹 "뉴클리어" 음반프로듀서및 작사

## 음반

### 솔로앨범
- 류지민1집 (2001년) too late[깨진 링크(과거 내용 찾기)]
- 쟈크 ZAC (2009년) 미안해요[깨진 링크(과거 내용 찾기)]
- 쟈크 ZAC (2012년) 웃음의여왕[깨진 링크(과거 내용 찾기)]
- 쟈크 ZAC (2012년) 사랑은다이런거죠[깨진 링크(과거 내용 찾기)]
- 쟈크 ZAC (2012년) 크리스마스투유[깨진 링크(과거 내용 찾기)]
- 쟈크 ZAC (2013년) 사랑기억[깨진 링크(과거 내용 찾기)]
- 쟈크 ZAC (2014년)]봄보로봄[깨진 링크(과거 내용 찾기)]

### 쟈크와 래미 앨범
- 1집 the story of zac & lemi(2005년) the story of zac & lemi[깨진 링크(과거 내용 찾기)]
- 2집 사랑 그리고...사랑(2008년) 사랑그리고 사랑[깨진 링크(과거 내용 찾기)]
- 싱글 쟈크와래미이야기2(2005년)
- 2.5집 사랑하나요(2009년) 사랑하나요[깨진 링크(과거 내용 찾기)]
- 싱글 여름아 (2011년) 여름아[깨진 링크(과거 내용 찾기)]